# Canton de Tarbes-Sud
Le canton de Tarbes-Sud est un ancien canton français situé dans le département des Hautes-Pyrénées.

## Histoire
Le canton de Tarbes-Sud est créé au XIXe siècle. Il est supprimé par le décret du 23 juillet 1973 réorganisant les cantons de Tarbes.

## Composition
Le canton de Tarbes-sud était composé de dix-neuf communes. 
- Tarbes (en partie)
- Allier
- Angos
- Arcizac-Adour
- Barbazan-Debat
- Bernac-Debat
- Bernac-Dessus
- Hiis
- Horgues
- Laloubère
- Momères
- Montignac
- Odos
- Saint-Martin
- Salles-Adour
- Sarrouilles
- Séméac
- Soues
- Vielle-Adour

## Représentation

### Conseillers généraux de 1833 à 2015
| Période | Période      | Identité                               | Étiquette                     | Qualité |
| ------- | ------------ | -------------------------------------- | ----------------------------- | --- |
| 1833    | 1839         | Jean-François Dartiguenave (1781-1876) |                               | Juge au tribunal civil Adjoint au maire de Tarbes                                                                                          |
| 1839    | 1867 (décès) | Achille Fould                          | Orléaniste Centre puis Droite | Banquier Président du Conseil Général (1847-1867) Député des Hautes-Pyrénées (1842-1848) puis de la Seine (1848-1851) Sénateur (1852-1867) |
| 1868    | 1870         | Gustave Fould (fils du précédent)      | Centre gauche                 | Député des Basses-Pyrénées (1869-1870) |
| 1870    | 1871         | Jean-Pierre Fontan                     | Républicain                   | Militaire, propriétaire à Bernadets-Debat et à Tarbes                                                                                      |
| 1871    | 1875 (décès) | Jean-Pierre Laffaille                  |                               | Militaire, propriétaire à Hiis |
| 1876    | 1880         | Jean-Marie Vignes                      | Droite                        | Docteur-médecin à Tarbes |
| 1880    | 1902 (décès) | Ulysse Sempé                           | Républicain Modéré puis Rad.  | Médecin Conseiller municipal de Tarbes |
| 1902    | 1919         | Georges Magnoac                        | Rad.                          | Entrepreneur de transports Conseiller municipal de Tarbes (1887-1900), conseiller d'arrondissement                                         |
| 1919    | 1922         | Paul Sempé                             | RG                            | Médecin |
| 1922    | 1934         | Émile Dasque                           | Rad.                          | Médecin ORL à Tarbes Conseiller municipal de Tarbes, Député (1932-1936)                                                                    |
| 1934    | 1940         | Paul Sempé                             | RG                            | Médecin, conseiller d'arrondissement |
|         |              |                                        |                               | |
| 1945    | 1949         | Raymond Peyrès                         | PCF                           | Ajusteur-outilleur Conseiller municipal de Tarbes (1947-1964) Maire de Tarbes (mai à juillet 1953)                                         |
| 1949    | 1961         | Pierre Mailhé                          | Rad.                          | Avocat Député (1951-1958) Conseiller municipal de Tarbes Sénateur (1966-1974)                                                              |
| 1961    | 1973         | Raymond Peyrès (1907-1978)             | PCF                           | Ajusteur Conseiller municipal de Tarbes Elu en 1973 dans le Canton de Tarbes-2                                                             |

### Conseillers d'arrondissement (de 1833 à 1940)
| Période                                  | Période          | Identité                         | Étiquette                | Qualité |
| ---------------------------------------- | ---------------- | -------------------------------- | ------------------------ | --- |
| 1833                                     | 1839             | Jean Jacomet (1777-1865)         |                          | Avoué près le Tribunal civil de Tarbes |
|                                          |                  |                                  |                          | |
| 1889                                     | 1895             | Dominique Deffis                 | Républicain              | Docteur en médecine à Tarbes |
| 1889                                     | 1895             | M. Tapie                         | Républicain              | |
| 1895                                     | 1902 (démission) | Georges-Jean Magnoac (1861-1939) | Républicain progressiste | Membre du Tribunal de commerce, maire de Tarbes (1900-1912)                                                                                |
|                                          |                  |                                  |                          | |
| 1928                                     |                  | M. Bajous                        | Radical                  | |
|                                          | 1934             | Paul Sempé                       | Républicain              | Médecin, ancien conseiller général |
| 1934                                     | 1937             | M. Lacube                        | Républicain              | Entrepreneur de travaux publics à Tarbes                                                                                                   |
| 1937                                     | 1940             | Alfred Nigou (1901-1966)         | PC-SFIC                  | Ajusteur, ferronnier d’art, secrétaire de l’Union départementale CGT des Hautes-Pyrénées, maire de Soues, révoqué suite au décret Daladier |
| 1940                                     |                  |                                  |                          | Les conseils d'arrondissement ont été suspendus par la loi du 12 octobre 1940 et n'ont jamais été réactivés                                |
| Les données manquantes sont à compléter. |                  |                                  |                          | |